# 楊彥潔
杨彦洁（?—?）湖北江夏人，清末民初官员。

## 生平
1911年，杨彦洁是日本关西大学法学士。曾任学部学制调查局行走。
中华民国成立后，他曾任北京政府教育部秘书（1914年前后在任），平政院评事。

## 著作
- [日]大濑甚太郎著，杨彦洁译，实用教育学，载 学部官报1906-1907年